# Messerschmitt Bf 162
Chiếc Messerschmitt Bf 162 là một kiểu máy bay ném bom hạng nhẹ Đức được Messerschmitt thiết kế trước Thế Chiến II nhưng chỉ phát triển đến giai đoạn máy bay nguyên mẫu.

## Thiết kế và phát triển
Chiếc Bf 162 được thiết nhằm đáp ứng một yêu cầu của RLM (Reichsluftfahrtministerium: Bộ Hàng không Đế chế Đức) đưa ra năm 1935 về một kiểu máy bay ném bom nhanh (schnellbomber) chiến thuật. Thiết kế của Messerschmitt là một phiên bản cải biến từ kiểu Bf 110 với mũi máy bay bằng kính dành chỗ cho sĩ quan ném bom. Vào năm 1937, ba chiếc nguyên mẫu đã bay để cạnh tranh cùng những thiết kế của các đối thủ sản xuất khác, chiếc Junkers Ju 88 và chiếcHenschel Hs 127, cả hai đều là những kiểu thiết kế hoàn toàn mới. Sau này, kiểu máy bay Ju 88 được chọn để sản xuất, và việc phát triển chiếc Bf 162 kết thúc ở đây.
Như là một chiến thuật thông tin đánh lạc hướng, những hình ảnh của chiếc Bf 162 được truyền bá rộng rãi trên báo chí Đức và được chú thích như là kiểu "Messerschmitt Jaguar", một cái tên không tìm thấy ở bất kỳ tài liệu nào khác. Số hiệu 162 của chiếc máy bay này sau đó được sử dụng lại trên chiếc máy bay tiêm kích phản lực Heinkel He 162.

## Đặc điểm kỹ thuật (Bf 162)

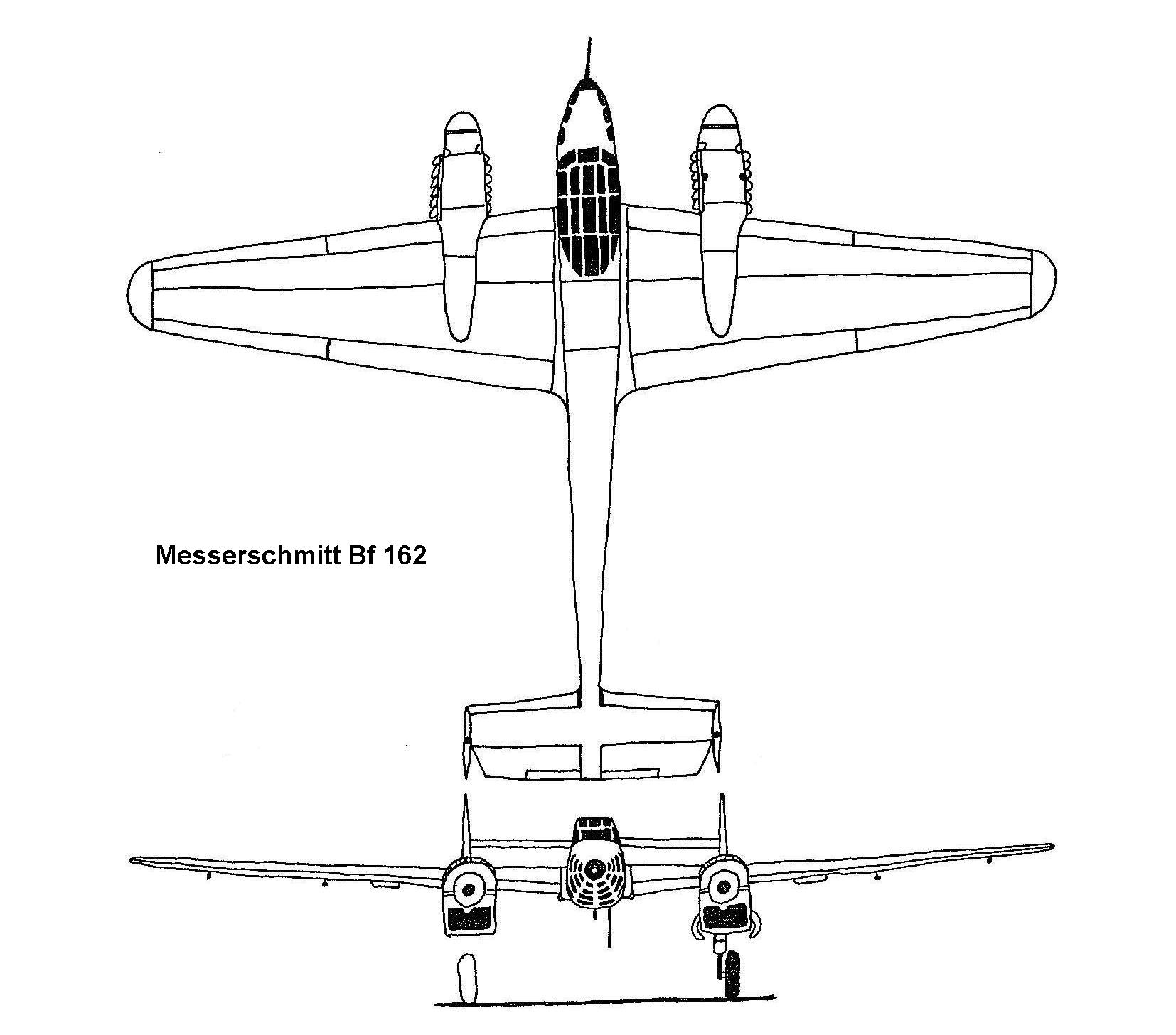
Messerschmitt Bf 162

### Đặc tính chung
- Đội bay: 03 người (phi công, hoa tiêu/ném bom và xạ thủ súng máy đuôi)
- Chiều dài: 12,75 m (41 ft 10 in)
- Sải cánh: 17,16 m (56 ft 4 in)
- Chiều cao: 3,58 m (11 ft 9 in)
- Trọng lượng không tải: 4.400 kg (9.700 lb)
- Trọng lượng có tải: 5.800 kg (12.787 lb)
- Động cơ: 2 x động cơ Daimler-Benz DB 600-A 12 xy lanh bố trí chữ V làm mát bằng nước, công suất 986 mã lực (735 kW) mỗi động cơ

### Đặc tính bay
- Tốc độ lớn nhất: 480 km/h (298 mph)
- Tầm bay tối đa: 780 km (485 mi)

### Vũ khí
- 10 x bom 50 kg (110 lb)

## Nội dung liên quan

### Máy bay liên quan
- Bf 110
- Bf 161

### Trình tự thiết kế
Fi 158 - Fw 159 - Ju 160 - Bf 161 - 
He 162/Bf 162 - Bf 163/Me 163 - Me 164 - Fi 166/FK 166 - Fi 167

### Danh sách liên quan
- Danh sách máy bay chiến đấu
- Danh sách máy bay quân sự Đức Quốc